# Tonkawa
El tonkawa és una llengua extingida i aïllada, nadiua d'Oklahoma, Texas i Nou Mèxic, Estats Units. Era parlada pels tonkawes i es va extingir pel 1940.

## Alfabet i fonètica

### Sistema d'escriptura
| Alfabet | Pronunciació | Alfabet | Pronunciació |
| c       | /ʦ/          | a       | /a/          |
| h       | /h/          | a•      | /aː/         |
| k       | /k/          | e       | /e/          |
| kʷ      | /kʷ/         | e•      | /eː/         |
| l       | /l/          | i       | /i/          |
| m       | /m/          | i•      | /iː/         |
| n       | /n/          | o       | /o/          |
| p       | /p/          | o•      | /oː/         |
| s       | /s/          | u       | /u/          |
| t       | /t/          | u•      | /uː/         |
| w       | /w/          |         |              |
| x       | /x/          |         |              |
| xʷ      | /xʷ/         |         |              |
| y       | /j/          |         |              |
| ' or ?  | /ʔ/          |         |              |

### Vocals
El tonkawa té 10 vocals:
|               | Vocal anterior | Vocal anterior |              |             | Vocal posterior | Vocal posterior |
| Vocal curta   | Vocal llarga   | Vocal curta    | Vocal llarga | Vocal curta | Vocal llarga    |                 |
| Vocal tancada | i              | iː             |              |             | u               | uː              |
| Vocal mitjana | e              | eː             |              |             | o               | oː              |
| Vocal oberta  |                |                | a            | aː          |                 |                 |

- Les vocals es produeixen en cinc parells que posseeixen diferent quantitat vocàlica (això és, vocals curtes vs. vocals llargues).
- En els parells de vocals posteriors i mitjanes anteriors, els vocals curtes són fonèticament més baixes que les seves contraparts tancades: (/ i / → vocal pretancada [ɪ]), (/ e / → vocal semioberta [ɛ]), (/ o / → vocal semioberta [ɔ]).
- Les vocals obertes (/ a, aː /) varien entre les articulacions central i posterior: [a~ɑ, aː~ɑː].

## Morfologia i fonètica
| Infinitiu              | Present simple (subjecte) | Present progressiu (subjecte)      | Present simple (objecte)      | Present progressiu (objecte)         |
| ---------------------- | ------------------------- | ---------------------------------- | ----------------------------- | ------------------------------------ |
| notox (cultivar)       | notxoʔ (ell cultiva)      | notxonoʔ (ell està cultivant)      | wentoxoʔ (ell els cultiva)    | wenotxonoʔ (ell els està cultivant)  |
| pitsen (tallar)        | pitsnoʔ (ell talla)       | pitsanoʔ (ell està tallant)        | weptsenoʔ (ell els talla)     | weptsenanoʔ (ell els està tallant)   |
| salkox (fer mala cara) | salkoʔ (ell fa mala cara) | salkenoʔ (ell està fent mala cara) | wesalkoʔ (ell fa males cares) | wesalkenoʔ (ell està fent mala cara) |
| nepaxkox (fumar)       | nepaxkoʔ (ell fuma)       | nepaxkenoʔ (ell està fumant)       | wenpaxkoʔ (ell els fuma)      | wenpaxkenoʔ (ell els està fumant)    |
| netlox (xuclar)        | netloʔ (ell xucla)        | netlenoʔ (ell està xuclant)        | wentaloʔ (ell els xucla)      | wentalenoʔ (ell els està xuclant)    |

## Exemple de text
El següent text són les primeres frases de Coyote and Jackrabbit, de Harry Hoijer.
ha•csokonayla ha•nanoklakno?o xam?al?a•y?ik. ?e•kʷa tanmaslakʷa•low hecne•laklakno?o lak. ha•csokonayla "?o•c!" noklakno?o. "?ekʷanesxaw sa•ken nenxales!" noklakno?o. ?e•ta tanmaslakʷa•lowa•?a•lak hewleklakno?o.
Glossa:
Coiot / anava al llarg de, e.d. / en la planura. Quan ho va fer així / Llebre / ell estava jaient, e.d. / (acusatiu). Coiot / "Oho!" / va dir, e.d. "Cavall / meu / l'he trobat!" / va dir, e.d. i aleshores / aquesta llebre menc. / ell l'atrapà, e.d.
En aquesta glossa, e.d. és una abreviatura de "està dit", i menc. de "ell mencionat".